# ハイグロマイシンB
ハイグロマイシンB (Hygromycin B) は、ストレプトマイセス属の細菌 Streptomyces hygroscopicus によって産生される抗生物質である。アミノグリコシド系の抗生物質であり、タンパク質合成を阻害することで、細菌、菌類、高等真核生物の細胞に作用する。

## 歴史
ハイグロマイシンBは、1950年代に動物に対する使用のために開発された抗生物質で、ブタやニワトリの飼料に駆虫薬などとして添加されている（商品名: Hygromix）が、日本では現在用いられていない。ハイグロマイシンBは、1953年に土壌飼料から単離された細菌 Streptomyces hygroscopicus によって産生される。耐性遺伝子は1980年代初頭に発見された。

## 作用機序
ハイグロマイシンは、原核生物の細胞・真核生物の細胞の両方に対して活性があり、ポリペプチドの合成を阻害することによって機能する。ハイグロマイシンはリボソームのトランスロケーションを阻害することによって翻訳を阻害する。

## 研究における使用
研究室においてハイグロマイシンは、ハイグロマイシン耐性遺伝子を持つ細胞を選択・維持するために用いられる。ハイグロマイシン耐性遺伝子は、ハイグロマイシンBをリン酸化によって不活性化するキナーゼである。ハイグロマイシン耐性遺伝子の発見以来、ハイグロマイシンBは原核生物や真核生物の細胞での遺伝子導入実験における標準的な選択性抗生物質となっている。不純物のモニタリングによって、異なるサプライヤーから販売されているハイグロマイシンBに4種類の異なる不純物が発見されている。異なる不純物による細胞系への毒性について、下の外部リンクでは記述されている。

### 植物研究における利用
ハイグロマイシン耐性遺伝子は、植物の研究において選択マーカーとして頻繁に用いられる。アグロバクテリウムを用いたイネの形質転換では、ハイグロマイシンが、30–75 mg/L、平均して 50 mg/L 程度の濃度で用いられる。50 mg/L のハイグロマイシンは形質転換されていないカルスにとっては非常に毒性が高く、そのため効率的に形質転換体を選択することができる。